# Thymochares madagascariensis
Thymochares madagascariensis är en insektsart som först beskrevs av Günther, K. 1959.  Thymochares madagascariensis ingår i släktet Thymochares och familjen torngräshoppor. Inga underarter finns listade i Catalogue of Life.